# Alternatieve Elfstedentocht 2006
De Alternatieve Elfstedentocht 2006 werd op 28 januari verreden op de Weissensee in Oostenrijk.
Na 200 kilometer was de zege bij de mannen voor Bert Jan van der Veen. Na 5 uur, 37 minuten en 2 seconden kwam hij als eerste over de streep, nadat hij Casper Helling versloeg in de sprint. Het brons was weggelegd voor Bas van Hest. Het was de eerste overwinning in de alternatieve elftedentocht voor Van der Veen, die in het verleden wel al acht maal op het podium wist te komen.
Bij de vrouwen ging de overwinning naar Elma de Vries die in een kopgroep van drie te sterk was voor zowel Maria Sterk als Mariska Huisman. De dames deden het over dezelfde afstand als de heren in 6 uur, 1 minuut en 19 seconden. Voor Elma de Vries was het eveneens haar eerste overwinning in de prestigieuze tocht.

## Uitslagen

### Mannen
| Rang   | Schaatser             | Tijd    |
| ------ | --------------------- | ------- |
| Goud   | Bert Jan van der Veen | 5:37.01 |
| Zilver | Casper Helling        | + 0.01  |
| Brons  | Bas van Hest          | + 0.24  |
| 4      | Jens Zwitser          | + 1.05  |
| 5      | Arnold Gaasenbeek     | + 1.15  |
| 6      | Ruud Borst            | + 3.03  |
| 7      | Peter Baars           | + 3.03  |

### Vrouwen
| Rang   | Schaatser            | Tijd    |
| ------ | -------------------- | ------- |
| Goud   | Elma de Vries        | 6:01.19 |
| Zilver | Maria Sterk          | + 0.01  |
| Brons  | Mariska Huisman      | + 0.08  |
| 4      | Daniëlle Bekkering   | + 10.18 |
| 5      | Jolanda Langeland    | + 10.35 |
| 6      | Ricky Gehring        | + 12.40 |
| 7      | Hilde van Slochteren | + 14.04 |